# Соболь, Николай Александрович (бригадир)
Николай Александрович Соболь (24 июня 1948, село Чишки, Львовская область — 6 апреля 2013) — украинский советский политический деятель, бригадир наладчиков Львовского автобусного завода. Депутат Верховного Совета УССР 11-го созыва.

## Биография
Образование среднее.
В 1966—1967 г. — слесарь Львовского автобусного завода.
В 1967—1969 г. — служба в Советской армии.
С 1969 г. — слесарь, бригадир наладчиков Львовского автобусного завода имени 50-летия СССР.
Член КПСС с 1974 года.
Проживал в городе Львове, Украина.

## Награды
- ордена Трудовой Славы 2 и 3 степеней
- медали
- лауреат Государственной премии СССР
- лауреат премии Ленинского комсомола